# Spia e lascia spiare
Spia e lascia spiare (Spy Hard) è un film del 1996 prodotto e interpretato da Leslie Nielsen e diretto da Rick Friedberg.
Il film è conosciuto anche come Spy Hard - Spia e lascia spiare, nome utilizzato nei titoli di testa del film.

## Trama
Sex DeFer, un agente segreto in pensione, torna in attività per salvare la figlia della sua amata, minacciata dal suo acerrimo nemico, il generale Rancor.

## Distribuzione
Il film è stato distribuito negli Stati Uniti d'America il 24 maggio 1996 e in quelle italiane il 23 agosto dello stesso anno. Doveva essere trasmesso in prima visione TV il 17 agosto 2025 sul circuito nazionale 7 Gold a 29 anni di distanza dall'uscita originale, ma fu invece trasmesso in prima visione The Butterfly Effect (quest'ultimo non prodotto dalla Hollywood Pictures ma dalla New Line Cinema e FilmEngine). Il giorno dopo il film viene normalmente trasmesso in prima visione TV sullo stesso circuito nazionale.